# 內戰 (漫畫)
內戰（英語：Civil War）是漫威漫畫在2006年－2007年期间發行的一個跨連載的大事件，本篇共七期，由马克·米拉尔編劇，史蒂夫·麥克尼文線稿。故事建立在漫威漫畫之前的推出的其他跨連載事件的基础上，特别是《复仇者解散》、《M氏家族》、《抽取》及《秘密战争》。
這個事件的標語是“你站在哪一邊？”。

## 概要

《内战》，由迈克尔·特纳作

《內戰》的故事內容是美國推行了超级英雄注册法案。類似的議題在《守望者》、《不可思议的X战警》、《DC：新边际》、《Powers》、《Astro City》和《超人总动员》等其他影視作品中亦有討論過，但並沒有一個影響所及有「內戰」來的這麼大。作者马克·米拉尔說過：
|  | 我選擇從一個不一樣的角度來切入這個超級英雄會遇到的問題。一般民眾認為他們是很危險的，但是他们并不想要英雄們因此而遭受禁令。他們想要的是超级英雄像警察一般，由政府支薪並接受監視。這是一個很好的解決辦法，而且就我所知，之前沒有人這樣想過。 |

這個法案要求美國的所有超能力者都要向美國政府註冊，把他們的真實身份告訴上司，並且要接受適當的訓練。接受這個法案的人亦可以選擇在神盾局工作，如同一般的美國公僕領取薪水。此時所有漫威宇宙中的角色就分成兩派：一派是註冊派，把註冊視為應盡的義務（後來許多反派也被強迫加入這派），另外一方是反註冊派，認為這違反了他們的自由。盧克·凱奇在鋼鐵人面前把註冊比喻成奴隸制度。其他則是把法案比成警察和軍人。

這個點子是在一次馬克·米勒、布莱恩·迈克尔·本迪斯和布赖恩·希契之間的對話中出現的。這個故事某種程度上可以看成對九一一恐怖襲擊事件和美國愛國者法案有感而發的政治寓言，作者馬克·米勒說過：
|  | 政治隱喻只有那些對政治敏感的人才感受的到。小孩子們只會看到一場超級英雄大混戰。 |

## 故事大綱
《超級英雄註冊法案》其實已經草擬了很久。即使經常被提議，但仍然無法通過。而超級英雄註冊法案在美國紐約市曼哈頓的一場對尼克·福瑞的報復攻擊以及浩克在拉斯維加斯的毀滅性暴走事件之後又受到重視（當時死了26個成人、2個小孩以及一條狗，而且這是一般民眾無法得知的），在這事件之後，光明會欺騙了浩克並將他丟棄在太空之中。（參見浩克星球）
在M日之後，地球上90%的變種人發現他們的力量在不由自主地減弱。
新戰團（Night Thrasher，Namorita，Speedball和Microbe）在史丹福以拍攝真人實境秀的方式追捕一群超級反派（Cobalt Man、Speedfreek、Coldheart和Nitro）。追捕過程中硝化人自爆了，死亡人數超過900人（其中還包括許多小孩和新戰團除了Speedball之外的所有成員）。在史丹福的其他超級英雄們開始搜尋生還者。
公眾輿論開始反對超能力者。就連許久沒活動的新戰團成員也被貼上「嬰兒殺手」的標籤。Hindsight（極力撇清他和新戰團的關係）把他們的秘密身分公佈在網站上，使得許多人遭到攻擊。女浩克強迫Hindsight關閉網站，隨後Hindsight被John Jameson逮捕。憤怒的市民們在一家俱樂部外面攻擊霹靂火。
在輿論迅速倒向一邊的情况下，此前一直没有得到廣泛支持的超能力者註冊法案（（SHRA）, 6 U.S.C. § 558）很快被國會通過了。根據法案的條例，所有想要公開使用超能力的人要向政府註冊，其中如果有想要成為超級英雄的人要接受適當的審查和訓練。該法案適用於天生具有超能力者，後天藉由科技得到超能力者（例如鋼鐵人）或是想要挑戰成為超能力者的一般人。联邦法律的颁布导致了各州刑法典的修订（如纽约刑法典第 40 章、第 120 条、第 120 条、加州刑法典第 245（d）条）.此前一直反對註冊法案的钢铁侠意識到這一改變已無可避免，同時也認同超级英雄們没有得到足夠的约束與訓練，於是轉而支持該法案，並與持相同觀點的英雄們一起幫助政府對其推行和維護。
美國隊長拒絕幫助神盾局逮捕違反法案的超能力者，因此被神盾局特工攻擊。隨後變成逃犯的美國隊長成立了地下組織「秘密復仇者」來反對註冊法。這組織成員包括赫拉克勒斯、獵鷹、鐵拳俠（他代替麥特·梅鐸偽裝成夜魔俠）、盧克·凱奇和少年復仇者。另一方面，鋼鐵人、驚奇先生、漢克·皮姆和女浩克贊同這個法案，蜘蛛人也在一場記者會上脫下他的面罩，以表示他支持這個法案。奇異博士在政府宣布其不受法案所管之下，選擇不加入任何一方，要求鋼鐵人和驚奇先生不要再來找他。
支持註冊派的英雄們在政府授意下追蹤沒有註冊的超能力者，並關押拒絕註冊者。美國隊長帶領的秘密復仇者和鋼鐵人帶領的復仇者在Yancy Street大打一戰，路過拜訪朋友的石頭人也捲入事件。當Yancy Street黑幫的一名年輕成員在混戰中死於非命後，石頭人不恥雙方的行為而離開美國：“我不會支持一個錯誤的法律，但也不會和政府交戰。”
秘密復仇者收到一個假警報，中了註冊派的陷阱。這場戰鬥中，一個新武器現身了：雷神索爾的複製人（用索爾的一根頭髮取得的阿斯嘉人基因以及賽博技術補強）。「索爾」失去控制用雷電殺死了比爾·福斯特。美國隊長宣告撤退，隱形女俠用她的能量護盾保護秘密復仇者，使他們安全撤離。
比爾·福斯特的死震驚兩方：易身女和夜鹰投降並且註冊。而霹靂火和隱形女則是加入了反註冊派。In turn, Pym drafts a sub-group of the 雷霆特攻隊 to their cause.
蜘蛛人知道看管"戰犯"們的設施「42」的存在後認為他站錯邊了，於是轉而支持另外一方。鋼鐵人因此派出Jester III和Jack O'Lantern去追捕他。最後制裁者殺了那兩個反派並救了蜘蛛人，帶他到秘密復仇者的藏身處。蜘蛛人的傷勢復原後，加入了反註冊派，並且公開發表聲明他要反對註冊法案。
制裁者想要加入美國隊長的陣營，因為他無法接受鋼鐵人決定將許多反派納入註冊派勢力。美國隊長同意了，但要求他服從指揮，禁止殺人。
在制裁者入侵巴氏大樓想要竊取負區的建築圖時，隱形女俠跑到亞特蘭提斯想要說服納摩加入秘密復仇者，不過他拒絕了。超級罪犯Goldbug和Plunderer跑到秘密復仇者的基地想要加入美國隊長的隊伍，卻在美國隊長準備回應時被制裁者開槍射殺，美國隊長一怒之下把制裁者踢出隊伍。
在奇異博士冥想的過程中，觀察者奧圖問他為什麼不用他的能力來阻止這場戰鬥。奇異博士說巫術和人類間的俗事與自己無關，不過他也會盡力祈禱，希望結果會往好的方向走。
最後一戰從斗篷把全部成員傳送到紐約市開始。納摩帶著一群亞特蘭提斯的士兵幫助秘密復仇者，另外一方則是有the Champions，克隆索爾，和Captain Marvel的幫助。神奇先生幫隱形女擋了一槍，赫拉克勒斯毀滅了複製索爾。石頭人跑來保護市民。美國隊長用EMP令鋼鐵人的服裝當機，然後開始痛打東尼。就在美國隊長要給鋼鐵人致命一擊的時候，一群警察、緊急救難小組、消防隊員跳出來阻止他。美國隊長此時才發現到本該保護人民的英雄，他們之間的戰鬥毀掉了整個街道，意識到雙方的爭鬥只會給人民帶來危害於是投降，並解散了反註冊派。

## 角色
"†" 表明角色在故事情节中死亡。
"∆" 表明该角色最初支持超级英雄注册法案，而后变节成为秘密复仇者。
"°" 表明该角色曾是秘密复仇者，而后变节并注册。
"+" 表示该角色归隐或前往加拿大。
"×" 表明这个角色曾是中立的，但后来成为秘密复仇者。
注册派英雄和反派
- 黑寡妇
- 參孫博士
- 鋼鐵人
- 神奇先生
- 驚奇女士
- 電話游俠
- 女浩克
- 虎女
- 雷神索爾的複製人
- 黄蜂女
- 斯克魯黃衫俠
- 奇迹人
- 畢肖普
- 微巨
- 薩布拉
- 苦行僧
- 大湖冠軍隊
- 哨兵
- 地獄貓
- 雷神女孩
- 双枪小子
- Arana
- 約翰·詹姆斯
- 巨化女°
- 夜鷹°
- 神盾局
  - 瑪麗亞·希爾
  - 达姆弹·杜根
  - 13号特工
  - 惠特曼探员
  - Gabe Jones
  - 斗篷殺手
- 死侍
- 刀鋒戰士
- 雇佣英雄
  - 迷雾骑士
  - Colleen Wing
  - Humbug
  - 尚氣
  - 狼蛛
  - 黑猫
  - Paladin
  - Orka
- 雷霆特攻隊
  - Atlas
  - 齊莫男爵
  - MACH-IV
  - 月光石
  - 修理师
  - 啼鸣鸟
  - 暴雪
  - 辐射人
  - 激光人
- 诺瓦尔

拘捕后被招募的英雄和反派 / 雷霆特攻隊
反注册派英雄和反派 / 秘密复仇者
- 阿拉克尼∆
- 機堡
- 盧克·凱奇
- 美國隊長
- 鋼鐵力士×
- Cyclops×
- Havok×
- Diamondback
- 黑豹×
- 暴風女×
- 斗篷
- 匕首
- 女蜘蛛人
- 夜魔俠
- 鐵拳俠
- 獵鷹
- 金鋼狼×
- 歌利亚†
- 小尼克·弗瑞
- 赫拉克勒斯
- 午夜护士
- 少年复仇者
  - 小浩克
  - Wiccan
  - 爱国者
  - 鹰眼
  - 神速
  - 幻视
- Ultra Girl
- Triathlon
- Living Lightning
- 隐形女侠∆
- 霹雳火∆
- Silhouette
- Firebird
- Machine Man
- 蜘蛛人∆
- Justice
- Stingray

被拘留的英雄和反派
- Battlestar
- Coldblood
- Jack Flag
- 恶灵骑士
- Gladiatrix
- Lightbright
- N'Kantu, the Living Mummy
- Network
- Prodigy
- Prowler
- Shroud
- Solo
- Typeface
- Digitek
- Lectronn
- 银爪

未注册的英雄
- Debrii
- 火焰星+
- 杰西卡·琼斯+
- 万磁王
- 快銀
- Rage
- 離家童盟
- 闹闹
- Thunderclap
- Timeslip
- 瑟西
- 月光騎士
- 霍華鴨
- 酷寒戰士

中立
- 奇异博士
- 石头人
- X战警×
- 纳摩×
- 新星 (理查德·赖德)
- 雷神索爾

## 延期
2006年8月漫威漫畫宣佈《內戰》漫畫發行延期數月，讓漫畫主筆畫家史蒂夫·麥克尼芬（Steve McNiven）稍作緩衝休息。第四冊延期一個月至9月發行，第五冊延後兩個月至11月發行。此外，多部內戰相關延伸漫畫《內戰：前線》迷你系列，受影響同樣延後數個月不作支外情節發展。
11月下旬，驚奇再度將內戰第六冊延期，原定由11月20日發行，延期到翌年1月4日發行。這次不如前例，只有《制裁者戰爭旅程》第二冊延後發行。最後大規模延期，將第七冊延後兩週，從1月17日推至1月31日。又再度延後至2月21日。

## 其他版本

### 假如?
於"假如內戰結局不同? What If Civil War Ended Differently?"正當鋼鐵人在阿靈頓拜祭美國隊長，面前出現有一個陌生人。他向東尼史塔克道出內戰可總結成兩種：
- 首先"假如美國隊長帶領所有英雄反對註冊方案? What If Captain America led all the heroes against the Registration Act?".在某個平行世界裡，東尼史塔克死於Extremis病毒，美國政府唯有選史提芬·羅傑斯（美國隊長）為英雄代言人，但隊長仍拒絕對方案妥協，大多數的英雄更是投入了隊長的反對派，可是沒有了東尼史塔克為註冊方案所提供的公正途徑，政府的反應變得極端，第一次戰爭中出動機械守衛Sentinels，戰爭開始不需數分鐘就把隱形女殺死，後續的戰鬥隊長意識到他們根本無力推翻方案（就算打贏政府也只會讓民眾認為超級英雄十分危險）轉而地下行動，隨著超級英雄的沒落，超級罪犯則變更加猖狂，儘管超級英雄們屢次出手幫助證明自己，但方案依舊不動如山，政府選擇出動的量產的索爾複製人壓制超級罪犯與超級英雄，最終在這個世界政府近乎將反對派徹底消滅了。
- 而另一個平行世界中，美國隊長在與鋼鐵人面談時選擇和談，史塔克將他的想法傾訴給史提芬得知，讓擁有崇高人格的隊長得知每位英雄的真容與名字，而超級英雄們則自我監督、管理，定下一套準則與法規，違規者就由他們的戰友兄弟們做出迅速的判斷與懲罰，此舉受到民眾的支持與政府的接受，新人們受到前輩的指導日亦壯大，使復仇者成為一支強而有力的正義之師，最後史塔克與史提芬兩人和樂融融的坐在辦公室中笑著面對他們的新生活。

兩個起點相似但終點卻截然不同的兩個極端世界，陌生人講述前者故事時史塔克覺得這證明了自己的正確，但才剛講述完後者卻讓史塔克懊悔不已。

## 影視作品
2016年電影《美國隊長3：英雄內戰》
- 贊成派：鋼鐵人、戰爭機器、黑寡婦、幻視、黑豹、蜘蛛人
- 反對派：美國隊長、酷寒戰士、獵鷹、鷹眼、緋紅女巫、蟻人

## 外部連結
- Marvel.com -官方网站
- 漫威官方网站第一部内战预告
- 漫威官方网站第一部内战预告
- 内战封面图集 （页面存档备份，存于）